# Coronopharynx
Coronopharynx är ett släkte av plattmaskar. Coronopharynx ingår i familjen Provorticidae.
Släktet innehåller bara arten Coronopharynx pusillus.